# Nederlandse Portretprijs
De Nederlandse Portretprijs is een in 2017 door de Stichting De Nederlandse Portretprijs in het leven geroepen prijs voor schilders, tekenaars of beeldhouwers, die 18 jaar of ouder zijn en in Nederland werkzaam of gevestigd zijn of die de Nederlandse nationaliteit bezitten.
In 2017 waren er 1254 inzendingen, in 2019 ook ruim 1250. Na een voorselectie wordt een aantal genomineerden bekendgemaakt, waarvan de werken worden geëxposeerd.
Er worden prijzen toegekend in verschillende categorieën:
- Tweedimensionaal werk (2D), bestaande uit een bedrag van 5000 euro en een opdracht ter waarde van 5000 euro;
- Driedimensionaal werk (3D), bestaande uit een bedrag van 5000 euro en een opdracht ter waarde van 5000 euro;
- Jong Talent 2D: Ontwikkelingsbudget ter waarde van 2500 euro;
- Jong Talent 3D: Ontwikkelingsbudget ter waarde van 2500 euro;

en er is een publieksprijs bestaande uit een oorkonde in de vorm van een beeld.

## Winnaars
- Little Ichiko, a small plaster sculpture of a young Japanese girl by Mooniq Priem2017 expositie in Paleis Soestdijk[2]

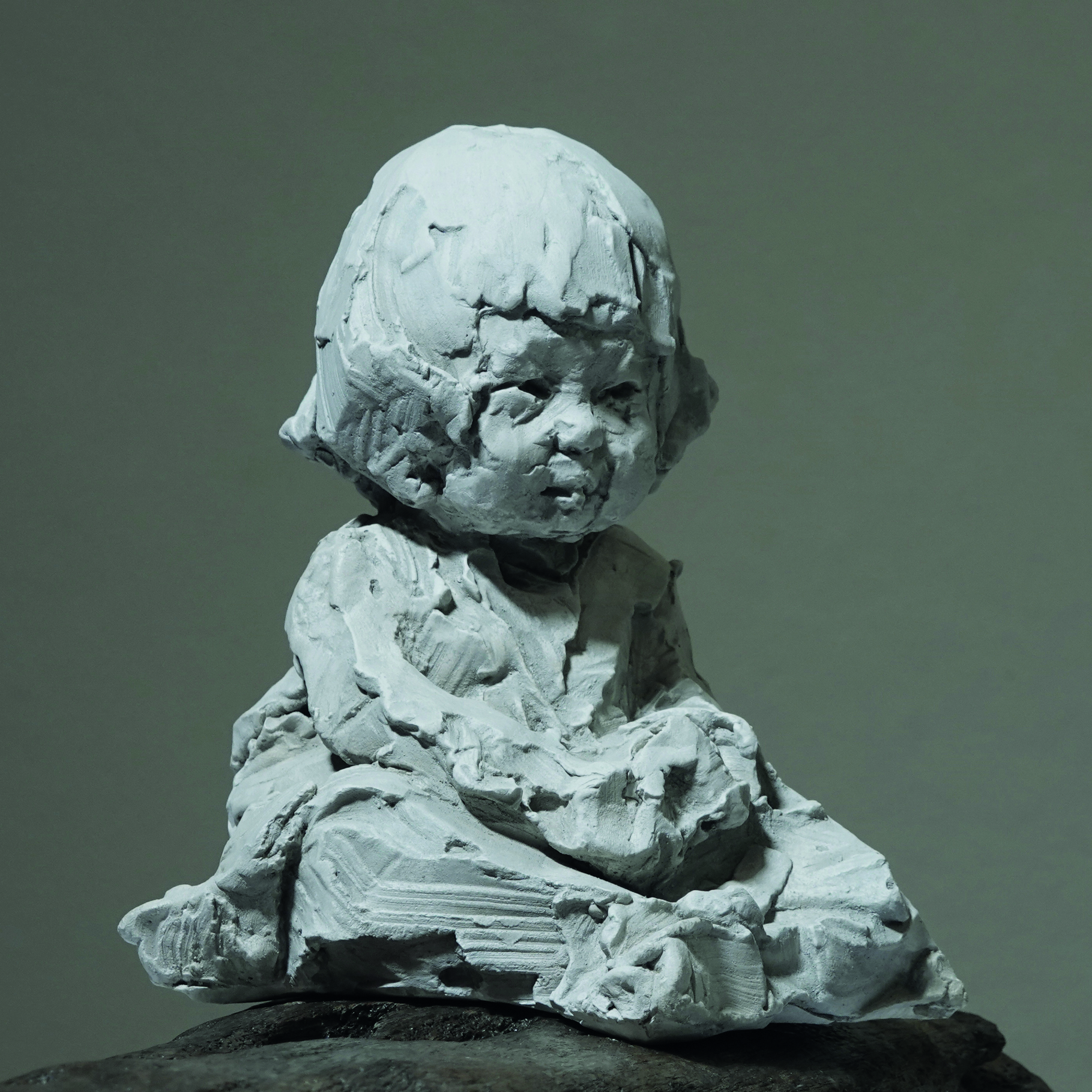
Little Ichiko, a small plaster sculpture of a young Japanese girl by Mooniq Priem

  - 2D: Frank Leenhouts met het werk Govert van der P en Irma Braat met het werk Zelfportret met tweelingzus[3]
  - 3D: Marie-Jose Wessels
  - Jong Talent prijs: Linsey Knibbele

- 2019 expositie in Slot Zeist[4]
  - 2D: Scott Bartner met Tempête
  - 3D: Mooniq Priem met  het werk Little Ichiko’' 
  - Jong Talent prijs: Amy Verhoeff met  haar schilderij Opa.

- 2021 uitreiking in Loods 6 in Amsterdam[5]
  - 2D:  Sandra Thie met het werk 2020
  - 3D: Herman Benschop met het beeld Felien met krullend haar
  - Jong Talent prijs: Ellen van Dijk

- 2023 expositie in Slot Zeist
  - 2D: Kharzul Ghani met het werk Subconsciously Awake
  - 3D: Bart Janssen met het beeld Dalston - Denis
  - Gerstaecker Jong Talent Prijs  Pien Brouwers
  - Publieksprijs Suzan Schuttelaar[6]

## Eervolle vermeldingen
2017
3D: Elly Gertzen – Mooniq Priem
2D: I am eighteen now – Anita Vermeeren

2019
2D: Zussen – Rosa Boomsma
2D: Fleur – Merel Jansen (Jong Talent)

2021
3D: Zelfportret – Birgit Bussemaker
2D: Social distance – Wilma Stegeman

2023
3D: Arno – Hans Kuyper
2D: D – Cees Nouwens
2D: Zelfportret in de badkamer – Ulbrich Suberg